# Clément Chevrier
Clément Chevrier (Amiens, 29 de junio de 1992) es un ciclista francés.
Debutó en 2014 con el equipo Bissell Development Team y desde la temporada 2017 corrió con el equipo Ag2r La Mondiale, retirándose en 2020 tras no renovar su contrato con el equipo.

## Palmarés
2013 (como amateur)
- 1 etapa del Tour de Saboya

## Resultados en Grandes Vueltas
| Carrera | Carrera         | 2014 | 2015 | 2016 | 2017 | 2018 | 2019 | 2020 |
| ------- | --------------- | ---- | ---- | ---- | ---- | ---- | ---- | ---- |
|         | Giro de Italia  | —    | 69.º | —    | 81.º | —    | —    | —    |
|         | Tour de Francia | —    | —    | —    | —    | —    | —    | —    |
|         | Vuelta a España | —    | —    | 41.º | 61.º | —    | 59.º | —    |

—: no participa

Ab.: abandono